# Sân bay Hatay
Sân bay Hatay (IATA: HTY, ICAO: LTAK) (tiếng Thổ Nhĩ Kỳ: Hatay  Havalimanı) là một sân bay ở Hatay, Thổ Nhĩ Kỳ phục vụ thành phố Antakya. Sân bay này được khánh thành tháng 12 năm 2007, cách thành phố Hatay 19 km. Sân bay này có một đường băng dài 3045 m rải nhựa đường.

## Các hãng hàng không và các tuyến điểm
- Hãng hàng không Thổ Nhĩ Kỳ, (Istanbul-Ataturk)
  - Hãng hàng không Thổ Nhĩ Kỳ với thương hiệu Anadolu Jet (Ankara)